# Zhao (Staat)

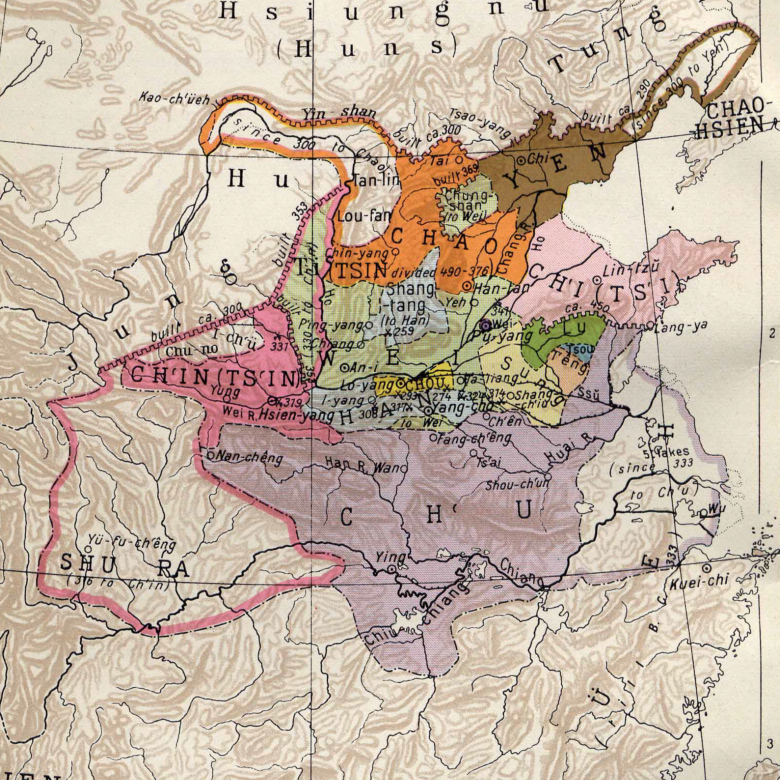
Zhao zur Zeit der Streitenden Reiche

Zhao (chinesisch 趙 / 赵, Pinyin Zhào) war ein Staat des chinesischen Altertums während der Zeit der Streitenden Reiche, der im 5. Jahrhundert v. Chr. bei der Teilung von Jin entstand und vom Staat Qin 228 v. Chr. annektiert wurde.
Er grenzte an die Staaten Qin, Wei und Yan. Seine Hauptstadt war Handan. Das Territorium umfasste Gebiete in der Heutigen Inneren Mongolei sowie den Provinzen Hebei, Shanxi und Shaanxi.

## Vorgeschichte
Als Entstehungszeit der Zhao-Dynastie wird im Hinblick auf die historischen Quellen die Gründungszeit der Zhou-Dynastie vermutet. Die Annalen der Zhao nennen Zhao Fu als Ahnherr der Zhao-Dynastie. Sie verzeichnen keine Regierungsdaten für ihn, berichten jedoch, dass er im 10. Jh. v. Chr. z. B. als Pferdeausspanner (Stallmeister) in den Diensten von König Wu, dem Gründer der Zhou-Dynastie steht. Zhao Fu nimmt in dieser Zeit an Feldzügen für die Zhou gegen den Xu-Staat (heute: Anhui) teil. Für seine Verdienste belohnte ihn demnach der Zhou-König Wu mit einem Lehen, das den Namen Zhao erhielt, auf den der Name der Dynastie Zhao zurückgehe. Dieses Lehen wird in der heutigen Provinz Shanxi, nahe der Stadt Hongtong verortet.

### Aufstieg des Zhao-Clans
Zhao Fus Erben und Nachfolger sollen anschließend in der Zhou-Dynastie die Ausbreitung und Sicherung des Herrschaftsgebietes der Zhou vorangetrieben haben. Sie erwarben dabei politischen und militärischen Einfluss, indem sie den Zhou-Königen oder dessen Vasallen beistanden. Yan Fu, ein Nachfolger von Zhao Fu, soll dem Wang Xuan während einer Schlacht gegen nördliche Barbarenstämme das Leben gerettet haben.
Von Clan-Oberhaupt Zhao Su wird eine Beteiligung an Schlachten gegen die kleinen Vasallenstaaten Huo (霍), Wei und Geng (耿) berichtet.
Als Zhao-Clan tauchte die Familie gesichert in der Zeit der Frühlings- und Herbstannalen auf. Zhao Cui (auch: Zhao Shuai) (Clanoberhaupt 636–622 v. Chr.) diente dem Jin-Thronfolger Ji Chong'er für zwei Jahrzehnte in dessen Exil, bis der Chong'er nach Jin zurückkehrte und als Gong Wen von Jin seinen Gefolgsmann mit Ländereien des Feudalstaats belehnte. Der Clan hatte sich damit, wie andere Ministerialen-Clans, an das Herrscherhaus von Jin gebunden und partizipierte an den Erfolgen des Staates Jin, der auch nach Wens Tod noch längere Zeit eine Hegemonialstellung in China ausübte.
Wens Nachfolger, Gong Ling von Jin, wurde 607 v. Chr. durch den Zhao-Clan gestürzt, weil er offenbar plante, die Macht seiner Ministerialen wieder zu beschneiden. Sein Berater Zhao Dun und dessen Verwandter Zhao Chuan setzten stattdessen Cheng von Jin ein, der bis zu seinem Tod 600 v. Chr. die Position seiner Vasallen am Herzogshof stärkte. 588 wurde die Macht der Vasallen erneut bestätigt; allerdings traten zunächst andere Ministerialen-Familien in den Vordergrund. Dennoch zählte das Haus Zhao im Jahr 531 v. Chr. zu den sechs dominierenden Vasallenclans (die 六卿,  Lìu Qīng – „Sechs Hofbeamten“) im Staate Jin: Zhao, Wei, Han, Fan, Zhi und Zhonghang.

### Gründung des Staates Zhao
Nach Darstellung des Zuozhuan gab es 497 v. Chr., in der Amtszeit von Gong Ding von Jin (511-475), einen zunächst nur lokalen Machtkampf innerhalb des Clans Zhao, zwischen den Städten Jinyang (heutiges Taiyuan) und Handan. In dieses mischten sich schließlich auch die Clans Zhonghang and Fan auf Seiten des Unterlegenen ein. Die Situation eskalierte erneut, und alle restlichen Clans wandten sich gegen die Führer der Zhonghang und Fan, wodurch diese zwei Clans erheblich an Einfluss verloren, insbesondere nachdem Zhao Jianzi in den Jahren 471 und 470 v. Chr. Fan-Ländereien einnahm.
Die Macht des Jin-Gongs war mittlerweile weiter erodiert, die Ländereien wurden von den vier verbliebenen Ministerialen-Familien regiert. In der Mitte des 5. Jahrhunderts v. Chr. kam es zu dem Konflikt, der den mächtigsten Clan unter Führung von Zhi Yao ausschaltete. Zhi Yao hatte territoriale Zugeständnisse von den Han, Wei und Zhao gefordert; Zhao verweigerte sich dem Ansinnen. Bei der Belagerung von Zhaos Hauptstadt Jinyang (heutiges Taiyuan) wandten sich die Führer von Han und Wei im Jahr 453 v. Chr. gegen Zhi Yao und löschten dessen Clan aus. Die drei siegreichen Clans teilten die Jin-Ländereien anschließend untereinander auf und leisteten sich als die Drei Jin gegenseitige Waffenhilfe. Alle drei führten grundlegende politische Reformen durch und führten anstelle des Feudalsystems eine Beamtenbürokratie ein, um nicht selbst ihren Vasallen zum Opfer zu fallen.
403 v. Chr. wurden (laut Sima Guang) die drei Staatsoberhäupter von Zhao, Han und Wei von Wang Zhou Weilie offiziell zu Hou ernannt (etwa: Markgrafen, der Rang unterhalb des Gong/Herzogs). Zhao Ji (Zhao Lie Hou, Regierungszeit 409–387 v. Chr.) wurde damit erster Markgraf von Zhao.

## Zhao in seiner Blütezeit
Zhao war der nördlichste der drei Nachfolgestaaten Jins und war damit in einer vergleichbaren Position zu Yan, als weniger dicht bevölkerter Flächenstaat. Er lag nördlich von Wei und umfasste die nördliche Hälfte des heutigen Shanxi, die südliche Hälfte von Hebei und Teile von Henan. Zhao wurde nur aus zwei Richtungen von seinen Nachbarn bedroht: von Qi und Yan im Osten und von Wei und Qin im Süden und Südwesten. Nach dem Vorbild der Steppenvölker trainierten die Zhao ihre Truppen im Reitschießen und Schwertkämpfen und nahmen damit in ihrer Zeit die Vorreiterrolle bei der Entwicklung chinesischer Kavallerie ein.
Die Macht des Königshauses von Zhou schwand weiterhin, und um 325 v. Chr. bezeichnete sich Wuling von Zhao (325–299 v. Chr.) offiziell als Wang. Damit war er der letzte der drei Jin-Fürsten, der den Königstitel annahm. Nach einer Niederlage gegen Qin 318 v. Chr. legte Wuling diesen Titel wieder ab, nach seinem Tod wurde ihm dieser aber wieder zuerkannt, seine Nachfolger behielten ihn bei. 307 v. Chr. setzte Wuling eine Militärreform durch und seine Truppen dehnten das Zhao-Territorium nach Norden aus. Nach Wulings Abdankung 299 v. Chr. regierte Huiwen von Zhao (298–266 v. Chr.), gefolgt von Xiaocheng von Zhao (265–245 v. Chr.), Daoxiang von Zhao (244–236 v. Chr.) und schließlich Youmiu von Zhao (235–228 v. Chr.).
Die kleineren und kleinsten Staaten verschwanden bis zum Beginn des 3. Jahrhunderts v. Chr. Zhao fiel erst knapp zwei Jahrhunderte nach der Teilung Jins an den Staat Qin, dessen Herrscher die Qin-Dynastie gründete.

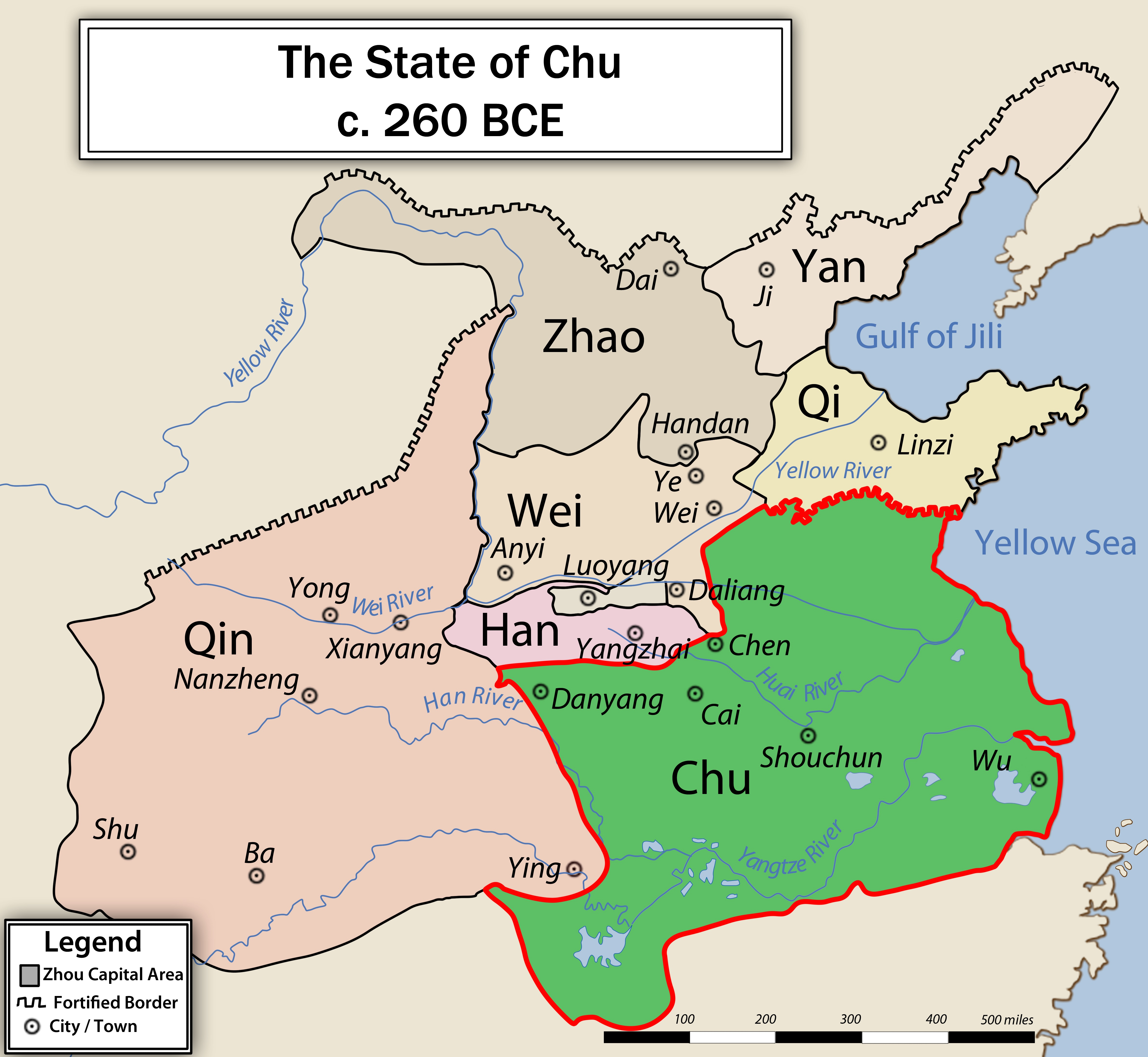
Zhao 222 v. Chr. als Teil der zu vereinigenden Territorien.

## Vernichtung des Zhao-Staates
Im 3. Jahrhundert v. Chr. war Zhao trotz mancher militärischen Niederlage ein gesellschaftlich erfolgreich reformierter Staat, besaß ein ausgedehntes und gegen Angriffe von Steppenvölkern durch eine Mauer geschütztes Territorium, verfügte über renommierte Offiziere und Generäle, die als erfolgreiche Militärstrategen bekannt waren, sowie über gut ausgebildete Truppen, was Wang Wuling zu verdanken war.
Die Fürsten und Minister des Staates Qin sahen in Zhao das Haupthindernis, das ihnen den Zugang zu den landwirtschaftlich wichtigen Ebenen im Nordwesten verwehrte und die Vereinigung des ganzen Landes blockierte. 260 v. Chr. griffen Truppen Qins Changping an, das zum Gebiet von Zhao gehörte. Die Schlacht von Changping wurde eine der bedeutungsvollsten Auseinandersetzungen im Prozess der Vereinigung der Territorien unter Qin.

### Das Massaker von Changping
Vor dem Angriff bereitete sich Qin gründlich auf die militärische Begegnung vor. Die Qin bestachen einen Zhao-Minister und erfuhren so die Verteidigungspläne. Dann verbreiteten sie das Gerücht, dass die Qin niemanden unter den Gegnern mehr fürchten als General Zhao Kuo, Sohn eines namhaften Generals. Den Truppen wurde Geheimhaltung der eigenen Vorbereitung auferlegt. Zhao Huo nahm auf Befehl seines Fürsten die Herausforderung an und wurde mit der militärischen Leitung betraut. Er verwarf den ursprünglichen Plan eines Hinterhaltes für die Qin, der von einem hochbetagten General stammte. Zhao Huo plante stattdessen, Qin anzugreifen. Seine Entscheidung hatte Entlassungen von Offizieren zur Folge und rief Unzufriedenheit in der Truppe hervor.
Die Qin täuschten vor, Zhao Huos Ansturm zu unterliegen und zogen sich zurück. Die Truppen Zhaos verfolgten sie bis in deren Garnison. Dort begegneten sie unerwartetem Widerstand und wurden mit abgeschnittenem Fluchtweg angegriffen. Schließlich waren Zhaos Truppen eingekreist. Sie wurden mit Unterstützung weiterer – auch aus anderen Staaten herbeigerufener – Soldaten erfolgreich in Schach gehalten. Nach 40 Tagen hatten Zhaos Truppen nichts mehr zu essen. Bei einem Ausbruchsversuch mit einigen Soldaten wurde Zhao Huo getötet und schließlich alle 400 000 Soldaten eingekesselt. Der General der Qin ließ sie lebendig begraben.
Nach diesem Massaker war Zhao vollständig vernichtet, seiner Soldaten und finanziellen Mitteln beraubt. Die noch unbesiegten anderen Staaten waren in Angst und Schrecken versetzt und ihr Widerstandsgeist gebrochen.

### Das Ende der Zhao-Dynastie
228 v. Chr. wurde die Hauptstadt Handan erobert und der regierende König Zhao Qian gefangen gesetzt. Sein Sohn Zhao Jia floh nach Dai, wo er sich zum König des Rumpfkönigreichs ausrief. 222 v. Chr. besetzte General Wang Ben aus Qin auch diesen letzten Rückzugsort des Hauses Zhao.